# Un ange passe
Cet article possède des paronymes, voir Un ange passe (film, 1975) et Quand un ange passe.
Un ange passe est une pièce de théâtre de Pierre Brasseur. Elle a été jouée de juillet à octobre 1943 au théâtre de l'Ambigu. Elle a été diffusée pour la première fois le 21 mai 1970 sur la première chaîne de l'ORTF.

## Argument
L'action se passe dans une famille bourgeoise. Jacques, le fils, s'est suicidé en se tirant une balle dans la tête. La famille s'interroge sur les véritables motifs de son geste. C'est alors que Jacques, devenu un ange, hante la maison et communique avec son grand-père lors de ses premiers sommeils. La vérité n'est pas celle que la famille s'imaginait.

## Fiche technique
- Auteur : Pierre Brasseur
- Mise en Scène : Pierre Brasseur
- Réalisation : Pierre Sabbagh
- Décors : Roger Harth
- Costumes : Donald Cardwell
- Ingénieur de la vision : Jean Cochard
- Ingénieur du son : André Perros
- Cadreurs : Jean-Jacques Bordier, Jean-Claude Couchoud, Jacques Courbon, Jacques Guillier
- Direction de la scène : Edward Sanderson
- Adjoint au directeur de la scène: Jean-Luc Geninasca
- Directeur de la photographie : Lucien Billard
- Script : Yvette Boussard
- Script assistant : Guy Mauplot
- Date et lieu d'enregistrement : 7 mars 1970 au théâtre Marigny

## Distribution
- Pierre Brasseur : Florisse, le grand-père
- Daniel Colas : Pascal, le fils
- Gérard Séty : Ernest, le père
- Jacques Weber : Albert, le frère
- Paul Gay : le docteur
- Pierre Montéléon : l'ordonnateur des pompes funèbres
- Jacqueline Coué : Jeanne, la fiancée de Pascal
- Liliane Sorval : Clotilde, la bonne
- France Delahalle : Pauline, la mère